# 弗拉迪米尔·卢契奇
弗拉迪迷爾·盧西奇（1989年6月17日—），塞尔维亚男子篮球运动员。他曾代表塞尔维亚参加2011年夏季世界大学生运动会篮球比赛，获得一枚金牌。